# Wilhelm Boger
Wilhelm Friedrich Boger (Zuffenhausen, 19 december 1906 – Bietigheim-Bissingen, 3 april 1977) was een Duits oorlogsmisdadiger die bekendstond als “de tijger van Auschwitz”. Hij werd in 1965 in het Auschwitzproces in Frankfurt tot levenslang veroordeeld voor zijn aandeel in de uiterst gewelddadige ondervragingen op de politieafdeling van Auschwitz met zijn superieur, de Oostenrijkse Gestapo-officier Maximilian Grabner.

## Militaire loopbaan
- SS-Untersturmführer: 20 april 1934[3]
- SS-Obersturmführer: 9 november 1934[4]
- Kriminalkommissar: maart 1937[5]
- SS-Hauptsturmführer: 12 september 1937[6]
- Gedegradeerd tot SS-Oberscharführer: 1937
- SS-Hauptscharführer: 1942

## Registratienummers
- NSDAP-nr.: 153 652[3]
- SS-nr.: 2779[3] (lid geworden  19 juli 1930)

## Decoraties
- SS-Ehrenring[4]
- Sportinsigne van de SA in brons[6]